# Recondita armonia
Recondita armonia (em português Recôndita harmonia) é a primeira ária da ópera Tosca, composta por Giacomo Puccini e estreada em 1900.
O ato mostra o personagem cavaleiro Mario Cavaradossi cantando a ária enquanto pintava um quadro de Maria Madalena.